# Дизайн механізмів
Дизайн механізмів (англ. mechanism design) — галузь дослідження в економічній теорії і теорії ігор, яка являє собою підхід створення механізмів і стимулів для досягнення бажаних цілей, де гравці діють раціонально, а дії економічних суб'єктів приводять до розв'язку, оптимального для функції соціального вибору. Цей підхід вперше запропонував Леонід Гурвич 1960 року.

## Історія створення
Леонід Гурвич у 1959—1960 роках вперше сформулював основні положення економічних механізмів у своїй статті «Оптимальність та інформаційна ефективність у процесах розподілу ресурсів», 1973 року сформулював властивість правдивості, потім принцип виявлення, а 2006 року спільно зі Стенлі Райтером опублікував книгу «Дизайн економічних механізмів».
Ерік Мескін розробляв у своїх статтях за 1980—1984 роки так звану «теорію реалізації»: як зробити такий протокол, щоб він мав потрібні властивості. А Роджер Маєрсон у своїх статтях за 1979—1985 роки застосував цей підхід до аукціонів. Шведська королівська академія наук нагородила Нобелівською премією з економіки за 2007 рік Леоніда Гурвича, Еріка Мескіна і Роджера Маєрсона за «створення основ теорії оптимальних механізмів розподілу ресурсів».

## Визначення
Дизайн економічних механізмів — підхід, що створює механізм взаємодії, за якого дії окремих економічних агентів приводять до рішення, оптимального для функції соціального вибору.
Механізм — це взаємодія економічних агентів, форма стратегічної гри. Гра — це опис дій гравців (економічних суб'єктів) і результат набору дій. За Л. Гурвичем, механізм — це взаємодія між суб'єктами і центром, де кожен суб'єкт сам посилає центру повідомлення {\displaystyle m_{i}}, а центр, отримавши їх, розраховує результат {\displaystyle Y=f(m_{1},...,m_{n})}, і надає цей результат {\displaystyle Y}, а іноді й приймає рішення.

## Властивості
Механізм складається зі множини профілів стратегій {\displaystyle S} і функції результату {\displaystyle \gamma }, що відображає {\displaystyle S} на множину соціальних станів {\displaystyle \Theta }.
Схема реалізації процесу рівноваги в грі:
- задається механізм {\displaystyle (S,\gamma )}, що складається зі множини стратегій і функції результату;
- виходячи з реальних переваг {\displaystyle v^{1},v^{2},v^{3},...} і використовуючи механізм (правила гри), гравці визначають свої оптимальні стратегії як профіль: {\displaystyle s^{1},s^{2},s^{3},...};
- функція результату визначає соціальний стан з урахуванням профілю стратегій: {\displaystyle \theta =\gamma (s^{1},s^{2},s^{3},...)};
- порівняння функції результату {\displaystyle \gamma } з функцією соціального вибору {\displaystyle \Gamma }.

Механізм {\displaystyle (S,\gamma ())} слабо реалізує функцію соціального вибору {\displaystyle \Gamma } в домінівних стратегіях, якщо в цього механізму існує рівновага в домінівних стратегіях {\displaystyle (s^{1}(),s^{2}(),s^{3}(),...)}, така що:
{\displaystyle \gamma (s^{1}(v^{1}),s^{2}(v^{2}),s^{3}(v^{3}),...)=\Gamma (v^{1},v^{2},v^{3},...)}.
Прямий механізм {\displaystyle (V,\Gamma )} — механізм, у якому функція результату {\displaystyle \gamma } і є функцією соціального вибору {\displaystyle \Gamma }.
Функція соціального вибору {\displaystyle \Gamma } правдиво реалізовна в домінівних стратегіях, якщо {\displaystyle s^{h}(v^{h})=v^{h},h=1,2,...,n_{k}} є рівновагою в домінівних стратегіях для прямого механізму.

### Принцип виявлення

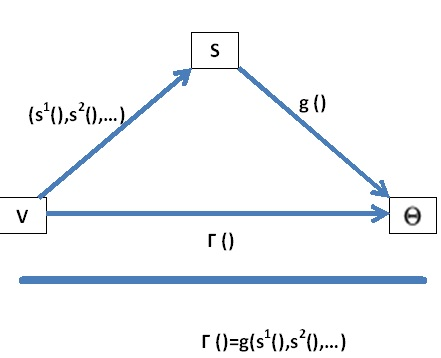
Принцип виявлення

Якщо функція соціального вибору {\displaystyle \Gamma } слабо реалізовна в домінівних стратегіях за допомогою механізму {\displaystyle (S,\gamma )}, то {\displaystyle \Gamma } правдиво реалізовна в домінівних стратегіях за допомогою прямого механізму {\displaystyle (V,\Gamma )}.
На малюнку Принцип виявлення наведено реалізацію функції соціального вибору:
- механізму {\displaystyle (S,\gamma )}. Виходячи профілю переваги {\displaystyle v} зі множини {\displaystyle V} агент вибирає стратегії {\displaystyle (s^{1}(v^{1}),s^{2}(v^{2}),s^{3}(v^{3}),...)}, які мають рівновагу, підмножину {\displaystyle S}. Функція результатів має рівноважні стратегії на множині соціальних станів {\displaystyle \Theta }. Частина рівноваг (всі — за повної реалізації) приводять до соціального стану {\displaystyle \theta }.
- прямого механізму {\displaystyle (V,\Gamma )}. Функція соціального вибору використовується як механізм із профілем переваги {\displaystyle v} зі множини {\displaystyle V}, що дає відразу {\displaystyle \theta }.

## Побудова механізмів
Теорема Гіббарда — Саттертвейта. Якщо множина соціальних станів {\displaystyle \Theta } містить не менше трьох елементів, а функцію соціального вибору {\displaystyle \Gamma } визначено для множини {\displaystyle V} всіх можливих профілів функцій корисності і {\displaystyle \Gamma } правдиво реалізовна в домінівних стратегіях, то {\displaystyle \Gamma } — диктаторська.
Тобто, якщо допускаються будь-які типи смаків, а сама множина соціальних станів велика, щоб становити інтерес, то єдиний спосіб досягти результату — дозволити одному з агентів діяти як диктатору. І навпаки, коли множина соціальних станів велика і механізм включає всі типи економічних агентів (ніхто не виступає диктатором), то результат не забезпечує правдивості. Рівновага в домінівних стратегіях визначалася як "чесність завжди найкраща політика": повідомляти правду про приховану інформацію — найкращий варіант дій для кожного агента {\displaystyle h} незалежно від дій інших.
Реалізація за Нешом. Якщо функцію соціального вибору реалізовано за Нешом, то вона монотонна. Умова слабкої реалізації функції соціального вибору, заснованої на рівновазі Неша (говорити правду — рівновага Неша), може призвести до незадовільних результатів: агенти перебувають у рівновазі, в якій кожен найкращим чином реагує на стратегії інших, але результат непривабливий. У зв'язку з чим, необхідна повна реалізація, використовуючи рівновагу Неша (агент знає власні й чужі переваги, але їх не знає механізм), тоді і тільки тоді результат буде привабливим. Функція соціального вибору залишається диктаторською.
Теорема еквівалентності доходів. Якщо учасники нейтральні до ризику і кожен характеризується типом {\displaystyle r}, незалежно вибраним із загального розподілу зі строго додатною щільністю, то будь-який механізм аукціону, в якому об'єкт завжди дістається учаснику, який зробив найбільшу ставку, і будь-який учасник з найменшою оцінкою отримує нульову чисту вигоду, приносить один і той самий очікуваний дохід і призводить до того, що кожен учасник робить один і той самий очікуваний платіж, що є функцією його типу.

### Механізм Кларка — Гровса
Теорема Кларка — Гровса. Механізм Гровса — механізм прямого виявлення {\displaystyle \Gamma =(\Theta _{1},...,\Theta _{I},f())}, в якому {\displaystyle f()=(k(),t_{1}(),...,t_{I}())} задовольняє умовам:
{\displaystyle \sum _{i=1}^{I}v_{i}(k(\theta ),\theta _{i})\geq \sum _{i=1}^{I}v_{i}(k,\theta _{i})} для всіх {\displaystyle \theta \in \Theta } і {\displaystyle k\in K}
{\displaystyle t_{i}(\theta )=(\sum _{I\neq j}v_{j}(k^{*}(\theta ),\theta _{j})+h_{i}(\theta _{-i})},
де {\displaystyle h_{i}()} — довільна функція {\displaystyle \theta _{-i}}.
Механізм Кларка (механізм ключових учасників) — особливий випадок механізму Гровса, що задовольняє умовам:
{\displaystyle h_{i}(\theta _{-i})=-\sum _{i\neq j}v_{j}(k_{-i}^{*}(\theta _{-i}),\theta _{j})}
{\displaystyle \sum _{j\neq i}^{I}v_{j}(k_{-i}^{*}(\theta _{-i}),\theta _{j})\geq \sum _{j\neq i}^{I}v_{j}(k,\theta _{j})} для всіх {\displaystyle k\in K}
{\displaystyle t_{i}(\theta )=\sum _{j\neq i}v_{j}(k^{*}(\theta ),\theta _{j})-\sum _{j\neq i}v_{j}(k_{-i}^{*}(\theta _{-i}),\theta _{j})},
де {\displaystyle t_{i}\in R} — трансферт товару-вимірювача («грошей») агенту {\displaystyle i}, {\displaystyle k} - елемент скінченної множини K («вибір проєкту»).
У механізмі Кларка агент {\displaystyle i}, як ключовий для ефективного вибору проєкту, платить податок, рівний впливу його рішення на інших учасників, і не платить нічого в іншому випадку.

### Обмеження
У випадках добровільної участі агентів у функціюванні механізмів функція соціального вибору має бути сумісною за стимулами і задовольняти обмеженням участі (або індивідуальної раціональності).
Теорема Маєрсона — Саттертвейта. При двосторонній торгівлі, в якій покупець і продавець нейтральні до ризику, оцінки {\displaystyle \theta _{1}} і {\displaystyle \theta _{2}} вибираються випадковим і незалежним способом з інтервалу {\displaystyle [{\underline {B}},{\overline {B}}]\forall R} і {\displaystyle [{\underline {S}},{\overline {S}}]\forall R} з додатними щільностями, з непорожнім перетином. А отже, не існує баєсівської сумісної за стимулами функції соціального вибору, яка ex-post ефективна і дає покупцю і продавцю будь-якого типу невід'ємну очікувану вигоду від участі.
Наслідок теореми: ніякий інститут добровільної торгівлі, який встановлює правила взаємодії покупця і продавця, не може мати рівноваги по Баєсом — Нешом, що веде до ex-post ефективного результату для всіх можливих реалізацій типів покупця і продавця.
Наявність приватної інформації та добровільної участі виключає досягнення ефективності ex-post.